# Alanna Smith
Alanna Smith  (Hobart, 10 de setembro de 1996) é uma jogadora de basquete australiana. Com 1,91 de altura, Alanna atua como ala-pivô pela Universidade de Stanford, onde estuda Psicologia.

## Seleção Australiana
Em 2018, Alanna integrou a seleção australiana no Campeonato Mundial realizado nas Ilhas Canárias, na Espanha, obtendo o vice-campeonato ao perder a final para os EUA por 73x56. Nos Jogos Olímpicos de Verão de 2024, em Paris, conquistou a medalha de bronze no torneio feminino do basquetebol, após vencer confronto contra a equipe belga por 85–81 na decisão do terceiro lugar.